# Real San Andrés
Maillots
Dernière mise à jour : 12 novembre 2013.
Le Real San Andrés est un club colombien de football, basé à San Andrés. Le club évolue en Primera B (deuxième division).